# Yasser Matar
Yasser Matar (Arabic:ياسر مطر) (sinh ngày 20 tháng 9 năm 1985) là một cầu thủ bóng đá người Các Tiểu vương quốc Ả Rập Thống nhất thi đấu cho Al Urooba.